# يوم الغفران

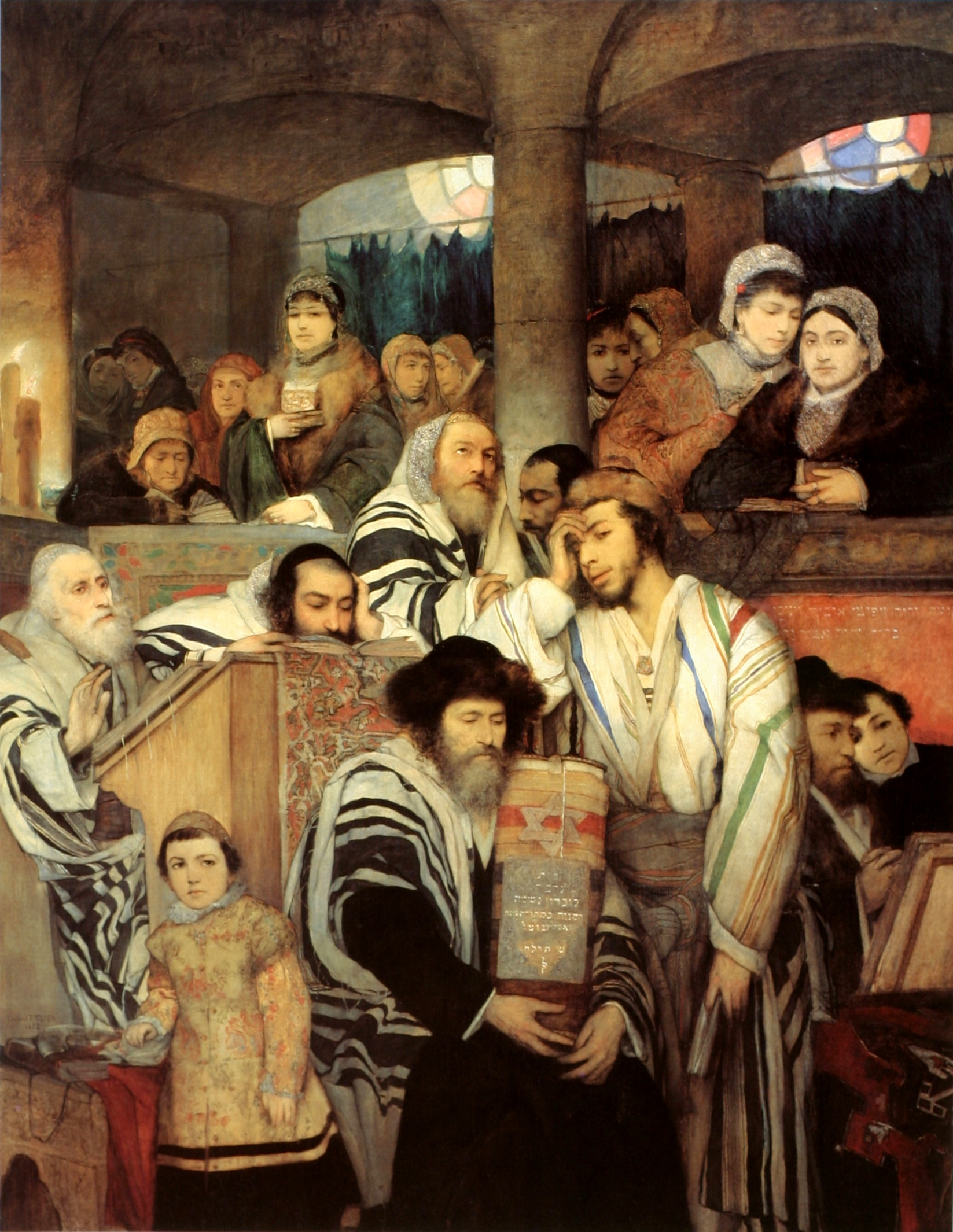
"صلاة اليهود في الكنيس في يوم كِبّور" صورة الرسام اليهودي ماوريتسيو جوتلب من 1878

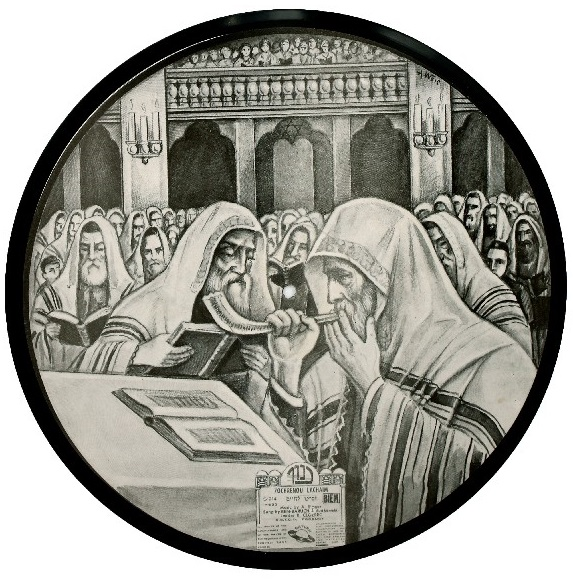
"الشوفار" الذي يُنفخ فيه إعلانا على نهاية العيد

يوم كِفّور (تعني:يوم الكفارة) أو يوم هَكِّفّوريم أو عيد الغفران (بالعبرية יוֹם כִּפּוּר أو יוֹם הַכִּפּוּרִים)، هو اليوم العاشر من شهر «تشريه»، الشهر الأول في التقويم اليهودي، وهو يوم مقدس عند اليهود مخصص للصلاة والصيام فقط. ويوم كيبور هو اليوم المتمم لأيام التوبة العشرة والتي تبدأ بيومي رأس السنة، أو كما يطلق عليه بالعبرية روش هاشناه، وحسب التراث اليهودي هذا اليوم هو الفرصة الأخيرة لتغيير المصير الشخصي أو مصير العالم في السنة الآتية.
يبدأ يوم كيبور حسب التقويم العبري في ليلة اليوم التاسع من شهر تيشريه في السنة العبرية ويستمر حتى بداية الليلة التالية.
يعتبر يوم كيبور في الشريعة اليهودية يوم عطلة كاملة يحظر فيه كل ما يحظر على اليهود في أيام السبت أو الأعياد الرئيسية مثل الشغل، إشعال النار، الكتابة بقلم، تشغيل السيارات وغيرها، ولكنه توجد كذلك أعمال تحظر في يوم كيبور بشكل خاص مثل تناول الطعام والشرب، الاغتسال والاستحمام، المشي بالأحذية الجلدية، ممارسة الجنس وأعمال أخرى بهدف التمتع. وبينما تعتبر أيام السبت والأعياد الأخرى فرص للامتناع عن الكد وللتمتع إلى جانب العبادة، يعتبر يوم كيبور فرصة للعبادة والاستغفار فقط.
يوم كيبور هو من المناسبات الدينية التي يتبعها اليهود غير المتدينين أيضا، خاصة في إسرائيل حيث تحترم الأغلبية الساحقة من اليهود العلمانيين الحظر على السياقة والسفر بسيارات في هذا اليوم (مع أنهم لا يحترمون هذا الحظر الديني في أيام السبت والأعياد الأخرى). عدم الصيام في يوم كيبور هو أحد الدلائل الرئيسية على ترك الدين بشكل تام أو على الانتماء إلى اليهود العلمانيين، إذ كانت هذه الوصية الدينية ذات أهمية كبيرة في نظر اليهود «التقليديين»، أي اليهود الذين يتبعون وصايا الدين بشكل جزئي.
حسب الحسابات التي يستند التقويم العبري إليها، فإن يوم كيبور قد صادف أو سوف يصادف في الأيام التالية حسب التقويم الميلادي:
- 2005: 13 أكتوبر
- 2006: 2 أكتوبر
- 2007: 22 سبتمبر
- 2008: 9 أكتوبر
- 2009: 28 سبتمبر
- 2010: 18 سبتمبر

## معنى الاسم
اسم «يوم الغفران» الشائع في لغة العربية إشارة إلى هذه المناسبة اليهودية ينجم عن الغاية المركزية من هذا اليوم وهي الاستغفار وطلب الرحمة. أما اللاسم العبري «يوم كيپور» أو «يوم هكيپوريم» فمعناه «يوم التكفير» أو «يوم غسل الخطايا». وكلمة «كيپور» مشتقة من جذر سامي قديم يوجد في اللغة الأكدية بمعنى «غسل»، ويستخدم في اللغة العبرية بمعنى «تكفير» فقط.

## أصل العيد
يوم كيبور هو من الأعياد المذكورة في التوراة، في سفر اللاويين (الأصحاح ال16، 29-34):
ويكون لكم فريضة دهرية - أنّكم في الشهر السابع في عاشر الشهر تذللون نفوسكم وكل عمل لا تعملون، الوطني والغريب النازل في وسطكم. لأنه في هذا اليوم يكفَّر عنكم لتطهيركم من جميع خطاياكم - أمام الرب تطهرون. سبت عطلة هو لكم وتذللون نفوسكم - فريضة دهرية. ويكفر الكاهن الذي يمسحه، والذي يملأ يده للكهانة عوضا عن أبيه، يلبس ثياب الكتان الثياب المقدسة. ويكفر عن مقدس القدس، وعن خيمة الاجتماع والمذبح يكفّر، وعن الكهنة وكل شعب الجماعة يكفّر. وتكون هذه لكم فريضة دهرية للتكفير عن بني إسرائيل من جميع خطاياهم مرة في السنة، ففعل كما أمر الرب موسى."
ويوم الغفران هو في الواقع يوم صوم، ولكنه مع هذا أضيف على أنه عيد، فهو أهم الأيام المقدَّسة عند اليهود على الإطلاق ويقع في العاشر من تشري (فهو، إذن، اليوم الأخير من أيام التكفير أو التوبة العشرة التي تبدأ بعيد رأس السنة وتنتهي بيوم الغفران). ولأنه يُعتبَر أقدس أيام السنة، فإنه لذلك يُطلَق عليه «سبت الأسبات»، وهو اليوم الذي يُطهِّر فيه اليهودي نفسه من كل ذنب.
وبحسب التراث الحاخامي، فإن يوم الغفران هو اليوم الذي نزل فيه موسى من سيناء، للمرة الثانية، ومعه لوحا الشريعة، حيث أعلن أن الرب غفر لهم خطيئتهم في عبادة العجل الذهبي. وعيد يوم الغفران هو العيد الذي يطلب فيه الشعب ككل الغفران من الإله.
ولذا، فإن الكاهن الأعظم كان يقدم في الماضي كبشين (قرباناً للإله نيابة عن كل جماعة يسرائيل) وهو يرتدي رداءً أبيض (علامة الفرح) وليس رداءه الذهبي المعتاد. وكان الكاهن يذبح الكبش الأوَّل في مذبح الهيكل ثم ينثر دمه على قدس الأقداس. أما الكبش الثاني، فكان يُلقَى من صخرة عالية في البرية لتهدئة عزازئيل (الروح الشريرة)، وليحمل ذنوب جماعة يسرائيل (وكما هو واضح، فإنه من بقايا العبادة اليسرائيلية الحلولية ويحمل آثاراً ثنوية، ذلك أن عزازئيل هو الشر الذي يعادل قوة الخير). ولا يزال بعض اليهود الأرثوذكس يضحون بديوك بعدد أفراد الأسرة بعد أن يُقرَأ عليها بعض التعاويذ. وهناك طقس يُسمَّى «كابَّاروت» يقضي بأن يمسك أحد أفراد الأسرة بدجاجة ويمررها على رؤوس البقية حتى تعلق ذنوبهم بالدجاجة. وفي هذا العيد، كان الكاهن الأعظم يذهب إلى قدس الأقداس ويتفوه باسم الإله «يهوه» الذي يُحرَّم نطقه إلا في هذه المناسبة. ولا تزال لطقـوس الهيكل أصداؤها في طقـوس المعـبد اليهـودي في الوقت الحاضر، إذ يُلف تابوت لفائف الشريعة بالأبيض في ذلك اليوم على عكس التاسع من آف حيث يُلف بالأسود.

## الاحتفالات
ويبدأ الاحتفال بهذا اليوم قبيل غروب شمس اليوم التاسع من تشري، ويستمر إلى ما بعد غروب اليوم التالي، أي نحو خمس وعشرين ساعة، يصوم اليهود خلالها ليلاً ونهاراً عن تناول الطعام والشراب والجِمَاع وارتداء أحذية جلدية، كما تنطبق تحريمات السبت أيضاً في ذلك اليوم، وفيه لا يقومون بأي عمل آخر سوى التعبد. والصلوات التي تُقام في هذا العيد هي أكثر الصلوات اليومية لليهود وتصل إلى خمس، وهي الصلوات الثلاث اليومية مضافاً إلى ها الصلاة الإضافية (مُوساف) وصلاة الختام (نعيَّلاه)، وتتم القراءة فيها كلها وقوفاً. وتبدأ الشعائر في المعبد مساءً بتلاوة دعاء كل النذور وتدوم الصلوات الخاصة بالعيد والتي تقام في الكنس طوال العيد كله تقريبا، كما تتضمن صلوات العيد صلاة خاصة على أرو اح الموتى، ويختتم الاحتفال في اليوم التالي بصلاة النعيلاه التي تعلن أن السماوات قد أغلقت أبوابها. ويهلل الجميع قائلين: «العام القادم في أورشليم المبنية»، ويتم «توقيع قرار حكمنا» للسنة القادمة، والذي كان قد صدر في عيد رأس السنة. وعند حلول الظلام، ينفخ في «الشوفار» (البوق) إيذانا بانتهاء العيد والصيام.
ويحتفل معظم أعضاء الجماعات اليهودية بهذا العيد، ومن بينهم اليهود العلمانيون، ولكن احتفالهم به يأخذ شكلاً علمانياً، فهم لا يمارسون أية شعائر مثل الصوم أو الامتناع عن الجِمَاع (الأمر الذي يتطلب كبحاً للذات)، وإنما يقيمون يوماً احتفالياً فيحصلون على إجازة ويذهبون إلى المعبد حيث تقوم الجماعة بممارسات تؤكد الهوية الإثنية الآخذة في التآكل. وعلى ذلك، فإن الاحتفال بالعيد تعبير عن رغبة عارمة لدى عدد كبير من أعضاء الجماعة في الحفاظ على هويتهم وتعبير أيضاً عن إدراكهم أنها هوية تتجه إلى الاختفاء.
وتقوم بعض الكيبوتسات العلمانية بتطوير الاحتفال بهذا العيد داخل إطار حلولي دنيوي، أو حلولية بدون إله، فيبدأ الاحتفال في ليلة عيد الغفران بإقامة صلاة علمانية لإحياء ذكرى كل من عاشوا من قبل في الكيبوتس، وتُعلّق صورهم في قاعة الاجتماعات وتُقرَأ أسماؤهم أثناء الصلاة. ويبدأ الاحتفال بتلاوة مقطوعة من أعمال يتسحاق تابنكين، وهو من قادة حركة الكيبوتـس الموحـد كما لو كانت أعماله نصوصاً مقدَّسة. وتُتلى بعض القصائد والأغاني، وقد يكون من بينها دعاء كل النذور. والهدف من الاحتفال المشاركة في الذكريات والأحزان، أي أن الذاكرة الشعبية هي الركيزة النهائية. ثم يقضي أعضاء الكيبوتس بقية الليلة واليوم التالي في حلقة نقاش حول إحدى القضايا التي تهمهم مثل الانتفاضة. وقد لخص أحد أعضاء الكيبوتس مشاعره بعد هذا الاحتفال شبه الديني بقوله: «لم أُصلِّ ولم أصم، ولكنني شاركت في تجربة جماعية، في تَذكُّر موتانا وتجربة حياتنا»
ومن الواضح أن الاحتفال ينم عن مدى تغلغل الحلولية الدنيوية، حيث يصبح الإنسان والطبيعة هما محل القداسة، فيحتفل الإنسان بنفسه ويعبر عنها دون إشارة إلى أي إطار خارج عنها، وبالتالي تصبح الذكرى (أي الذات في الماضي) أو حياة الإنسان (الذات في الحاضر) أو تطلعاته (الذات في المستقبل) الموضوعات الأساسية، كما أن العناصر الكونية يتم تأكيدها.

## سلوكيات مستحدثة في يوم الغفران
في غالب الأمر فإن التكفير عن الذنوب هو عمل من اختصاص الكاهن الذي يُطهر البيت، أو الرجل الذي ينوي التكفير عن ذنوبه بطقوس خاصة والأمرالأكثر تعقيدا والذي يستغرق وقتا طويلا في كل هذه الطقوس هو الشعائر التي يقوم بها «الكاهن الأكبر» بمفرده والتي تختص كلها بأمر التكفير عن الذنوب، حيث يقوم بغسل جسده بالماء ويرتدي ملابس بسيطة وبعد ذلك يقوم بتقديم القرابين التي خُصصت من أجل التكفير عن ذنوبه وذنوب أهله وكل طائفة إسرائيل، ولكن استحدثت بعد فترة الهيكل الثاني بعض السلوكيات في شعائر هذا اليوم ونذكر منها:
- الليلة التذكارية: يستعد فيها «الكاهن الأكبر» لدوره في يوم الغفران، ويستمر الاستعداد لسبعة أيام، ويصل ذروته في ليلة الغفران التي كانت ليلة ساهرة للكهنة، فسميت بالليلة التذكارية.
- عادة الرقص في حقول الكروم: حيث تخرج فتيات إسرائيل بأثواب ناصعة البياض ويقمن بالرقص في حقول الكروم.
- صلاة الكاهن في قدس الأقداس وإقامة مأدبة كبيرة لأصدقائه في ليالي العيد. ولكن بغياب الهيكل الآن وغياب المذبح والكاهن أعّد الحاخامات بعض الفقرات من التوراة للتلاوة، مثل (فنقدم عجول شفاهنا) «هوشع 3:14».
- أتى خراب الهيكل الثاني بتغيير كبير في مفهوم عيد الغفران وفي طقوسه، حيث أُلغيت صلاة «الكاهن الأكبر» وتحول عيد الغفران إلأى يوم للصوم، وتركزت العبادة في المعبد، وبدلا من القربان تُقام الصلوات.
- ظهرت أيضا عادة «الجلد» المستحدثة لتعذيب النفس.[6]
- وعندما خرّب بختنصر أورشليم وأبرم فيها النيران ودخلها بيجيوشه فرحين بنصرهم في هذا اليوم من سنة 586ق.م، اقترن هذا اليوم بتلك الذكرى السياسية الأليمة، وأصبح من أيام الحداد.[7]
- جعل اليهود هذا اليوم يوما يُعلنون فيه نقضهم للعهود، وللمواثيق التي قطعوها مع الجويم «غير اليهود»، وأفتى فقهاؤهم بأن الداعي إلى ذلك كان إكراه اليهود على تغيير دينهم، وشاع بين عوام اليهود أن يوم الغفران هذا يجوز أكل الديون التي عليهم وعدم أدائها.[8]